# Das verlorene Wochenende
Das verlorene Wochenende (Originaltitel: The Lost Weekend) ist ein US-amerikanisches Filmdrama von Billy Wilder aus dem Jahr 1945 nach dem im Original gleichnamigen Roman (dt. Titel: Fünf Tage) von Charles R. Jackson. Der Schwarzweißfilm mit Ray Milland und Jane Wyman in den Hauptrollen wurde mit vier Oscars ausgezeichnet, darunter auch der für den besten Film. Der Film gilt bis heute als einer der führenden zum Thema Sucht und Alkoholismus, er wirkte stilbildend für spätere Filme dieser Art.

## Handlung
Don Birnam lebt als erfolgloser Schriftsteller und Langzeit-Alkoholiker in New York. Nur seinem Bruder Wick, der ihn auch finanziell unterstützen muss, und seiner Freundin Helen gelingt es gelegentlich, ihn für einige Zeit „trockenzulegen“. Zur Erholung nach seinem letzten Absturz hat Wick seinen Bruder Don zu einem gemeinsamen Wochenende auf dem Land überredet. Doch kurz vor der Abreise gelingt es Don, Wick und Helen unter einem Vorwand aus seiner Wohnung zu schicken. Während sein Bruder frustriert mit dem Zug aufs Land abfährt, sitzt Don bereits wieder in Nat's Bar und verbringt das folgende Wochenende alleine in New York. Der Barbesitzer Nat tadelt ihn für sein Verhalten gegenüber Helen, woraufhin Don sich in Rückblenden an den hoffnungsvollen Beginn seiner Beziehung mit Helen erinnert. Er lernte sie kennen, als er an der Operngarderobe auf einen Mantel wartete, der verwechselt wurde. 
Nach seiner Ansicht gibt es zwei Menschen in ihm: den Schriftsteller Don, der nur unter Alkohol schreiben kann (ursprünglich wollte er damit nur eine Schreibblockade überwinden), und Don den Betrunkenen, der nur mit Hilfe seiner Mitmenschen einigermaßen durchs Leben kommen kann und dem Alkohol verfallen ist. Eindringlich zeigt der Film die verschiedenen Stufen der Erniedrigung eines Alkoholikers auf seiner verzweifelten Suche nach dem nächsten Drink. Aus Kneipen wird Don herausgeworfen, weil er seine Rechnungen nicht bezahlen kann oder selbst der Wirt der Meinung ist, dass Don zu viel trinkt, und ihn deshalb nicht bedient. Er verwüstet seine Wohnung, weil er sich nicht erinnern kann, wo er in der Nacht zuvor eine Whiskyflasche deponiert hat. Auch vor dem Stehlen und Betteln schreckt er nicht zurück. Schließlich leidet er sogar unter Halluzinationen.
Nach einem schweren Absturz wird Don in die Alkoholiker-Abteilung eines Krankenhauses eingeliefert. Erschüttert von den nächtlichen Qualen eines anderen Patienten flieht er heimlich zurück in seine Wohnung, nur um dort selbst die durch den Entzug verursachten Horrorvisionen des Delirium tremens zu erleiden. In diesem Zustand findet Helen am nächsten Morgen ihren Geliebten, der ihren Mantel – durch den sie sich einst bei der Garderobe kennengelernt haben – gegen eine Waffe eingetauscht hat und sich mit dieser umbringen will. Helen kann ihn gerade noch davon abhalten, sich umzubringen. Es gelingt ihr, Don wieder zum Schreiben zu ermutigen, und sie überzeugt ihn, dass der Schriftsteller Don und der Alkoholiker Don dieselbe Person sind. Als Zeichen seines Willens steckt er eine Zigarette in ein Glas Whisky, so dass dieser nicht trinkbar ist. Außerdem plant er, ein Buch über seine Erlebnisse als Alkoholiker unter dem Titel „Die Flasche“ zu veröffentlichen. Ob er seine Sucht überwinden kann, bleibt offen.

## Hintergründe
Das in vielen Teilen autobiografische Buch The Lost Weekend des Alkoholikers Charles R. Jackson erschien 1944 und wurde zu einem Verkaufserfolg. Regisseur Billy Wilder las den Roman im Zug; schon am Ende einer Zugfahrt von Chicago nach Los Angeles will er sich dafür entschieden haben, aus Jacksons Vorlage einen Film zu machen. Der Film folgt weitgehend dem Buch; eine dort erwähnte homosexuelle Affäre des Schriftstellers durfte jedoch aufgrund der Vorgaben des Hays Code im Film nicht vorkommen.
Wilder wollte die Hauptrolle ursprünglich mit dem damals kaum bekannten José Ferrer besetzen. Die Studioleitung konnte ihren Regisseur jedoch überzeugen, mit Ray Milland einen Publikumsliebling zu engagieren, mit dem sich die Zuschauer identifizieren. Doch Milland wollte die Rolle zunächst nicht; seine Berater warnten ihn, die Rolle eines heruntergekommenen Alkoholikers könne das Ende seiner Karriere bedeuten. Er war sich zudem unsicher, ob er die schwierige Rolle überhaupt überzeugend spielen konnte, da er zuvor meist nur Rollen vom leichten Fach in Liebeskomödien und Abenteuerfilmen verkörpert hatte. Milland änderte allerdings seine Meinung über das Projekt und bereitete sich intensiv auf die Rolle vor, indem er zum Beispiel eine Nacht in einer Klinik für Alkoholiker verbrachte. Während Doris Dowling als Prostituierte die erste bedeutende Rolle ihrer Karriere bekam, hatte die fast 60-jährige Lillian Fontaine – die Mutter der Stars Olivia de Havilland und Joan Fontaine – ihr Filmdebüt als Helens Mutter. Am Filmset lernte Wilder außerdem eine Statistin namens Audrey Young kennen, die 1949 seine zweite Frau wurde.
Die Außenaufnahmen wurden in New York, die Innenaufnahmen in Hollywood gedreht. Dafür wurde eigens ein maßstabsgetreuer Nachbau der Third-Avenue-Bar P.J. Clarke's errichtet. Als Kulisse für die Klinik diente das 1736 gegründete Bellevue Hospital Center in Manhattan, das älteste öffentliche Hospital Amerikas. Wilder behauptete später, die Alkoholindustrie habe Paramount fünf Millionen Dollar für den Fall geboten, dass der Film nicht herauskomme. Gleichzeitig wurde Paramount aber auch von Vertretern der Abstinenzbewegung bedrängt, den Film nicht herauszubringen, weil sie befürchteten, dieser werde zum Trinken verleiten. Das verlorene Wochenende gilt als einer der ersten Filme, die das Thema auf ernsthafte Weise thematisierten; Alkoholismus kam bis dahin höchstens am Rande von Filmen vor oder er wurde durch komische Figuren veralbert (sogenannte Comic Drunks). Es war außerdem der erste Film, der im Soundtrack das Musikinstrument Theremin verwendete, das einen seltsam wehklagenden Klang hat und später in den Science-Fiction-Filmen der 50er Jahre üblich war. Miklós Rózsa benutzte es in seinen Kompositionen für die Alptraumsequenzen. Berühmt und stilbildend wurde auch das Bild, wie Milland in Richtung Kamera läuft, während die Neonlichter an ihm vorbeiziehen. Dieser Effekt wurde in der späteren Filmgeschichte unzählige Male kopiert.
Als der Film bei einer Probevorführung glatt durchgefallen war, zögerte die Produktionsfirma Paramount mit der Veröffentlichung. Man befürchtete, der Film sei für ein breites Publikum zu düster und das Thema zu ernst. Diese Meinung wurde von Vorabkritiken wie dem Magazin Variety unterstützt, die den Film zwar überschwänglich lobten, aber auch seine im klassischen Sinne nur bedingte Unterhaltsamkeit erwähnten. Die Befürchtungen der Produzenten wurden an den Kinokassen allerdings nicht bestätigt. Bei einem Budget von 1,25 Millionen US-Dollar nahm der Film am Ende die beachtliche Summe von 11 Millionen US-Dollar ein.
Obwohl es kein Kriminalfilm ist, wird Das verlorene Wochenende heute nicht selten dem Film noir zugerechnet, vor allem wegen seiner pessimistischen Grundhaltung, des Antihelden als Hauptfigur sowie der starken Hell-Dunkel-Kontraste.

## Synchronisation
Für den Film existieren zwei verschiedene deutsche Synchronfassungen. Die erste entstand 1948 im Film-Studio Tempelhof in Berlin-Tempelhof. Für Dialogbuch und -regie zeichnete C. W. Burg verantwortlich. Die zweite Fassung ließ das ZDF 1964 anfertigen, seitdem wird diese gezeigt.
| Rolle             | Darsteller       | Synchronsprecher (Fassung 1948) | Synchronsprecher (Fassung 1964) |
| ----------------- | ---------------- | ------------------------------- | ------------------------------- |
| Don Birnam        | Ray Milland      | Paul Klinger                    | Harald Leipnitz                 |
| Helen St. James   | Jane Wyman       | Gudrun Genest                   | Lis Verhoeven                   |
| Wick Birnam       | Phillip Terry    | Axel Monjé                      | Niels Clausnitzer               |
| Gloria            | Doris Dowling    | Berta Spanier                   | Sabine Eggerth                  |
| Nat, Barmann      | Howard Da Silva  | ??                              | Alf Marholm                     |
| Mr. Brophy        | Eddie Laughton   | ??                              | Jürgen Scheller                 |
| Charles St. James | Lewis L. Russell | ??                              | Erik Jelde                      |
| Pfandleiher       | Lester Sharpe    | ??                              | Herbert Weicker                 |
| Klinik-Wärter     | Lee Shumway      | ??                              | Wolfgang Hess                   |

## Auszeichnungen
Oscarverleihung 1946
- 1946 Oscar für den besten Schauspieler an Ray Milland
- 1946 Oscar für den besten Film an Charles Brackett (Produzent)
- 1946 Oscar für das beste Drehbuch an Charles Brackett und Billy Wilder
- 1946 Oscar für den besten Regisseur an Billy Wilder

Golden Globe Award 1946
- 1946 Golden Globe für den besten Film (Drama)
- 1946 Golden Globe für den besten Schauspieler an Ray Milland
- 1946 Golden Globe für den besten Regisseur an Billy Wilder

National Board of Review, USA
- 1945 NBR Award für den besten Schauspieler an Ray Milland

New York Film Critics Circle Awards, USA
- 1946 NYFCC Award für den besten Schauspieler an Ray Milland
- 1946 NYFCC Award für den besten Regisseur an Billy Wilder
- 1946 NYFCC Award für den besten Film

Internationale Filmfestspiele von Cannes 1946
- 1946 für den besten Schauspieler an Ray Milland
- 1946 Grand Prix an Billy Wilder

Library of Congress
- 2011 Aufnahme in das National Film Registry

## Kritiken
Das verlorene Wochenende wurde bei seiner Veröffentlichung mit hervorragenden Kritiken bedacht. Das Filmmagazin Variety schrieb beispielsweise im August 1945: „Die Verfilmung von Paramount von The Lost Weekend bedeutet einen besonders hervorragenden Triumph in Hollywoods Umgebung. Es ist die psychiatrische Studie eines Alkoholikers, ein unüblicher Film. Es ist intensiv, morbide – und spannend. Hier ist eine intelligente Sezierung über eine der zügellosesten Sünden der Gesellschaft.“ Bosley Crowther von der New York Times beschrieb Das verlorene Wochenende im Dezember 1945 als einen „erschütternd realistischen“ und „morbide faszinierenden“ Film, Billy Wilder und Charles Brackett hätten am Drehbuch brillante Arbeit vollbracht, eine der größten Stärken des Filmes sei seine Ehrlichkeit. Es sei eine der besten und verstörendsten Charakterstudien, die je auf die Leinwand gebracht worden seien. Crowther lobte vor allem Ray Milland, der die üble Trinkernatur perfekt einfange, aber auch die weiteren Darsteller seien ausnahmslos überzeugend. Es sei kein Film für einen fröhlichen Abend, aber jeder Erwachsene sollte sich den Film unbedingt ansehen.
Auch heute wird der Film noch hochgelobt, beim amerikanischen Kritikerportal Rotten Tomatoes fallen beispielsweise 44 von 45 Kritiken zum Film positiv aus, was eine Wertung von 98 % bedeutet. Die Wirkung von Billy Wilders entschlossen ehrlichem Blick auf die Auswirkungen von Alkohol sei möglicherweise ein wenig von der Zeit abgestumpft worden, doch es bleibe ein kraftvoller und bemerkenswert vorausschauender Film, so lautet der Kritikerkonsens bei Rotten Tomatoes. Das Lexikon des internationalen Films sah den Film als „eine mit großer Eindringlichkeit packend gestaltete Alkoholiker-Studie, atmosphärisch dicht, überzeugend dargestellt, kompromisslos realistisch.“ Das Lexikon Filme im Fernsehen von Adolf Heinzlmeier und Berndt Schulz schrieb 1990, es sei ein „ungewöhnlich ehrlicher und realistischer Hollywoodfilm über einen Alkoholkranken und seinen selbstmörderischen Kampf gegen die Droge“ (Wertung: 3 von 4 möglichen Sternen = sehr gut). Schultz und Heinzlmeier hoben vor allem die eindringliche Darstellung sowie die kompromisslose Inszenierung von „Altmeister Wilder“ hervor. Cinema bemerkte, dass Das verlorene Wochenende noch immer als der definitive Film zum Thema Alkoholsucht gelte und das große, erschütternde „Vorbild aller Problemfilme“ sei.

## DVD-Veröffentlichung
- Das verlorene Wochenende. Oscar-Edition. Universal 2006

## Soundtrack
- Miklós Rózsa: The Lost Weekend. Symphonic Suite, Part I & II. Auf: ders.: The Lost Weekend · Blood On the Sun. Tsunami/1st Floor, s. l., s. a., Tonträger-Nr. TSU 0132 – Monofone Einspielung der Filmmusik unter der Leitung des Komponisten